# Südlicher Hirschgarten
Der Südliche Hirschgarten (chinesisch 南苑, Pinyin Nányuàn) war ein Jagdgehege der chinesischen Kaiser im Süden von Peking auf dem Gebiet der heutigen Stadtbezirke Fengtai und Daxing, er erstreckte sich zwischen der heutigen 4. und der 6. Ringstraße. Dort wurden unter anderem Davidshirsche gehalten. Von 1910 bis 2019 befand sich dort der sowohl militärisch als auch zivil genutzte Flughafen Peking-Nanyuan. Seit 2020 wird der seit 1985 bestehende Nanyuan-Park (南苑公园) zu einem großen Wald- und Feuchtgebietspark (南苑森林湿地公园) ausgebaut.

## Geschichte

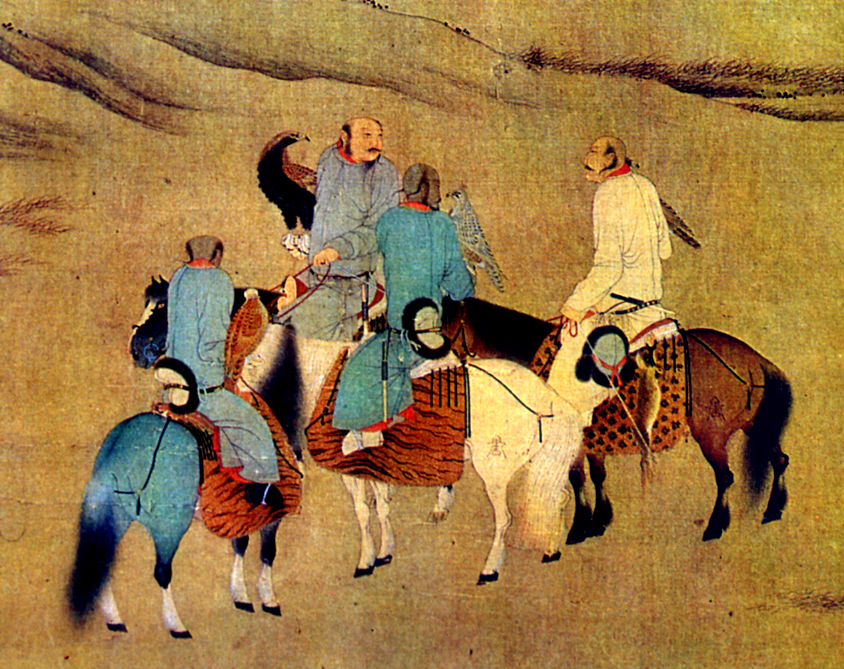
Kitan-Adelige mit Jagdfalken

Die Nutzung des Nanyuan-Geländes für kaiserliche Jagden reicht bis ins 10. Jahrhundert zurück. Nach der Abtretung der 16 Grenzpräfekturen zwischen Yan (Peking) und Yun (Datong) an die Kitan im Jahr 938 bauten diese das heutige Peking zur Südlichen Hauptstadt der Liao-Dynastie aus, mit einer Stadtmauer von 12,5 km Umfang. Die noch ihrer alten Steppentradition verhafteten Kitan-Adeligen pflegten häufig in das damals noch nicht eingezäunte Ödland südlich der Stadt hinauszureiten, um mit Gerfalken Gänse zu jagen. Außerdem wurde das ebene Gelände als Truppenübungsplatz für die Kavallerie genutzt.
Im Jahr 1125 vernichteten die mandschurischen Jurchen die Liao-Dynastie und gründeten die Jin-Dynastie. Die Hauptstadt des Jurchen-Reichs war ursprünglich Acheng, heute ein Stadtbezirk von Harbin. 1153 verlegte jedoch Kaiser Wanyan Liang die Hauptstadt nach Peking. Wie die Kitan ging der Jurchen-Hof häufig im Süden der Stadt auf die Jagd. Um dies komfortabler zu gestalten, ließ Kaiser Wanyan Jing dort im Jahr 1198 einen Reisepalast errichten. Außerdem wurden nun erstmals mehrere umzäunte Wildgehege eingerichtet, die den einzelnen Fürsten für die Jagd mit Pfeil und Bogen zugeteilt wurden. Der Kaiser selbst und seine Familie jagten weiterhin mit Gerfalken, nun auch Fische. Ein eigenes Falkneramt (鹰坊) wurde eingerichtet, das für Aufzucht und Abrichtung der Jagdfalken zuständig war.
Nachdem die Mongolen im Jahr 1234 die Jin-Dynastie gestürzt hatten, beschloss Kublai Khan bei seiner Thronbesteigung im Jahr 1260, die Hauptstadt seines Reiches ebenfalls in Peking anzusiedeln. Eines der ersten Dinge, die er tat, war, 1263, ein Jahr vor dem endgültigen Umzug des Hofes in die neue Hauptstadt, 10 km südlich der Stadtmauer rund um den Falknersee (下马飞放泊) im heutigen Stadtbezirk Fengtai ein 240 ha großes, umzäuntes Jagdgehege einzurichten, das sich zwischen den heutigen Straßenvierteln Dahongmen im Norden, Donggaodi im Osten und Nanyuan im Süden erstreckte. Jedes Jahr am Ende des Winters bis zum Beginn des Frühjahrs pflegten der Kaiser und seine Familie dort mit Gerfalken Schwäne und Schwanengänse zu jagen.
Die Ming-Dynastie (1368–1644) hatte ihre Hauptstadt ursprünglich in Nanjing. Ab 1406 ließ Kaiser Zhu Di die Hauptstadt jedoch wieder nach Peking verlegen. Im 3. Monat des folgenden Jahres wurde per kaiserlichem Edikt das Büro für kaiserliche Parks (上林署) zum Direktorat für kaiserliche Parks und Jagdgehege (上林苑监) hochgestuft, das ursprünglich zehn, ab 1435 vier Büros unter sich hatte:
- Büro für einheimische Säugetiere (良牧署)
- Büro für einheimische Vögel (番育署)
- Büro für Obst und Blumen (林衡署)
- Büro für Gemüse (嘉蔬署)[6]

Bereits im Jahr 1414 hatte Zhu Di die Anweisung erteilt, das Jagdgehege rund um den Falknersee stark zu vergrößern. Die dort lebenden Menschen wurden alle vertrieben und rund um das erweiterte Gelände eine gut 60 km lange Mauer aus Stampflehm errichtet, mit jeweils einem Roten Tor (红门) im Osten und Westen sowie einem Großen Roten Tor (大红门) im Norden und Süden. Mit 228 km² hatte der Jagdpark nun fast die hundertfache Fläche des ursprünglichen Geheges. Auf dem Gelände des Parks befanden sich drei Seen. Da es nordwestlich des Kaiserpalasts bereits den Beihai, also „Nordsee“ gab, erhielt das Jagdgehege nun den Namen „Südsee-Park“ (chinesisch 南海子, Pinyin Nánhǎizi). Das Gelände diente nicht nur der Jagd – nun primär Treibjagden, insbesondere Kesseltreiben – sondern es fungierte auch als zoologischer und botanischer Garten. Außerdem wurden, wie bei den damaligen Parks üblich, Gebäude errichtet, unter anderem ein Tempel für den Kriegsgott Guan Yu und einer für Guanyin, die weibliche Form des Bodhisattva Avalokiteshvara.
Die Jagden dienten auch der militärischen Ertüchtigung. Insbesondere unter den Kaisern Zhu Di (r. 1402–1424), Zhu Qizhen (r. 1457–1464) und Zhu Houzhao (r. 1505–1521) hatten Offiziere hierbei ihre Schießfertigkeit unter Beweis zu stellen. Ab etwa 1530 wandten sich die zunehmend schwachen Kaiser jedoch anderen Vergnügungen zu. Es fanden keine Instandsetzungsarbeiten mehr statt, und um 1570 schwemmte nach heftigen Regenfällen der Yongding He große Teile der Lehmmauer hinweg. Die Anwohner fällten heimlich die Bäume im Park und verkauften das Holz. Die Tiere, die nun keine Rückzugsgebiete mehr hatten, suchten sich andere Reviere.
Nachdem die mandschurische Qing-Dynastie 1644 China erobert hatte, verlegte sie ihre Hauptstadt von Shenyang ebenfalls nach Peking. Unter Mandschu-Adeligen war die berittene Jagd mit Pfeil und Bogen beliebt, wofür der Südsee-Park aufgrund des flachen Geländes gut geeignet war. Mit großem finanziellen Aufwand wurde der Park in seinem Ming-zeitlichen Umfang wiederhergestellt und in „Südlicher Hirschgarten“ umbenannt. In dem Park wurden Wildwarte mit ihren Familien angesiedelt, insgesamt 1600 Personen, wobei jeder Familie 1,6 ha Land zur Selbstversorgung zugeteilt wurde. Im Frühling und im Winter wurden Jagden veranstaltet. Während der restlichen Zeit wurde das Gelände als Truppenübungsplatz genutzt, wo das Operieren in geschlossenen Formationen trainiert wurde und auch Paraden stattfanden.

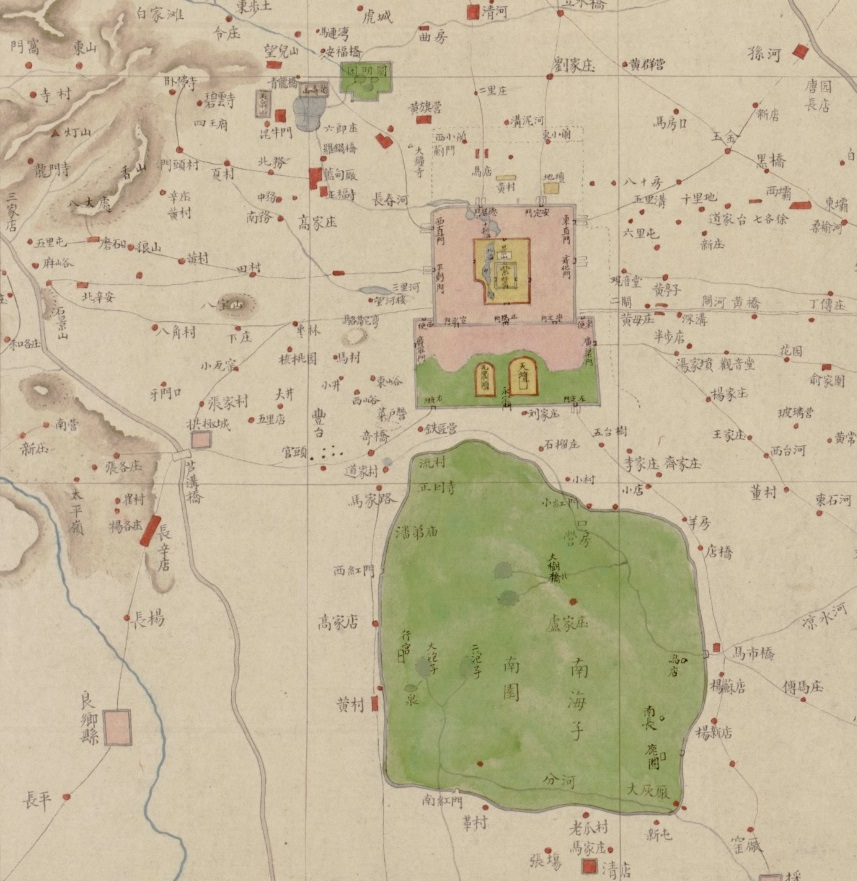
Peking um 1886. Oben im Park die Musketier-Kaserne (营房).

Die ursprünglich wieder in Stampflehm ausgeführte Umfassungsmauer wurde durch die sommerlichen Monsun-Regenfälle immer wieder beschädigt. Daher wurde ab 1772 auf Anordnung von Kaiser Aisin Gioro Hongli in fünfjähriger Bauzeit eine 3,10 m hohe Ziegelmauer errichtet, die an ihrer Basis 70 cm und an der Oberkante 60 cm dick war. Die Mauer war außen von einem Wassergraben umgeben, der an den Toren von steinernen Brücken überquert wurde. In der Mauer gab es nun neun große Tore mit bis zu drei Durchgängen und von jeweils zehn Soldaten besetzten Wachgebäuden, dazu noch 13 kleinere Tore. Die gesamten Baukosten betrugen 14.174 kg Silber. Zum Vergleich: wenn ein Wildwart einen Fuchs tötete, wurden ihm als Prämie 37,5 g Silber ausgezahlt; die Prämie für die Tötung eines Wolfes, der den Wasserrehen, vor allem aber auch den kostbaren Davidshirschen gefährlich werden konnte, lag bei 186,5 g Silber. Seit 1644 wurden im Inneren des Parks immer mehr Gebäude errichtet. Es gab dort nun vier Reisepaläste und acht Tempel, dazu noch die sogenannte „Greifvogel-Plattform“ (晾鹰台) von wo aus die Kaiser der Yuan-Dynastie ihre Falken hatten aufsteigen lassen. Nun nahmen die Kaiser jedes Jahr im 5. Monat nach dem Mondkalender von dort die Paraden ab und beobachteten inszenierte Tierkämpfe mit Tigern.
Parallel zum Südlichen Hirschgarten hatte Aisin Gioro Hongli aber auch die Kaiserlichen Gärten in den Bergen nordwestlich von Peking stark ausbauen lassen. Die späteren Kaiser verbrachte zunehmend weniger Zeit im Hirschgarten. Nachdem britisch-französische Truppen im Oktober 1860 während des Zweiten Opiumkriegs die Paläste in den Westbergen verwüstet hatten und die Regierung gezwungen wurde, die Pekinger Konvention zu unterzeichnen, ließ Kaiser Aisin Gioro Yizhu das Ming-zeitliche Musketierbataillon der Palastwache (神机营) reaktivieren, um das Land vor weiteren Übergriffen zu schützen.
Sein junger Nachfolger Aisin Gioro Zaichun ließ 1873 für die Musketiere im Südlichen Hirschgarten eine große Kaserne bauen, wo 25 Bataillone mit insgesamt 14.000 Mann stationiert waren, sowohl Infanterie als auch Kavallerie.
Aufgrund der unter Kaiser Aisin Gioro Zaitian (r. 1875–1908) immer weiter um sich greifenden Korruption wurde die Ausrüstung der Truppe jedoch weder gewartet noch modernisiert. Beim Boxeraufstand 1900/1901 hatten die Musketiere weder den Rebellen noch den mit Maschinengewehren und Kanonen bewaffneten Truppen der Vereinigten acht Staaten irgendetwas entgegenzusetzen. Die Kunstschätze und Antiquitäten in den Tempeln und Reisepalästen des Parks wurden geplündert, russische Soldaten vertrieben mehr als 1000 Hirsche verschiedener Gattungen, die anschließend von der hungernden Bevölkerung getötet und verzehrt wurden. Der letzte Davidshirsch starb 1922 im Zoo Peking (万牲园), womit diese Tierart in China ausgestorben war.

## Luft- und Raumfahrtindustrie
Nach dem Abzug der ausländischen Truppen wurde beim Dorf Wulidian, heute zwei Einwohnergemeinschaften des Straßenviertels Lugouqiao, erneut ein Truppenübungsplatz angelegt, auf dem die 1861 von General Song Qing (宋庆, 1820–1902) aufgestellte Standhafte Armee (毅军), eine mobile Einsatzgruppe, trainierte. Der Truppenübungsplatz war wegen seiner Lage als „Wulidian-Truppenübungsplatz Nanyuan“ (chinesisch 南苑五里店练兵场, Pinyin Nányuàn Wǔlǐdiàn Liànbīngchǎng) oder nach der Einheit als „Vorstadt-Truppenübungsplatz der Standhaften Armee“  (chinesisch 南苑庑甸毅军操场, Pinyin Nányuàn Wǔdiàn Yìjūn Cāochǎng) bekannt. Damals hatte die chinesische Regierung eine große Zahl von Studenten an ausländische Universitäten geschickt, um Ingenieurwissenschaften zu studieren. Im September 1910, im zweiten Jahr der Regierung von Kaiser Aisin Gioro Puyi (damals vier Jahre alt), wurden Liu Zuocheng (刘佐成, 1883–1943) und Li Baojun (李宝焌, 1886–1912) auf Staatskosten von der Waseda-Universität in Japan heimgeholt, um, finanziert vom Generalstab (军谘府), auf dem Truppenübungsplatz eine Flugzeugfabrik aufzubauen.
Die beiden ließen eine scheunenartige Fabrikhalle aus Holz errichten. Bereits im Juli 1910 hatte die Regierung auf dem Truppenübungsplatz eine einfache Startbahn anlegen lassen, die sich später zum Flughafen Peking-Nanyuan entwickelte.
Mit aus Japan importierten Teilen wurde ein Flugzeug gebaut, mit dem Liu Zuocheng im März 1911 den ersten Testflug unternahm. Wegen eines Motorschadens stürzte das Flugzeug jedoch ab und Liu wurde schwer verletzt. Bei der Regierung war man sehr unzufrieden, und aus Furcht vor Verfolgung setzten sich die beiden in ihren Heimatort Yong’an ab.

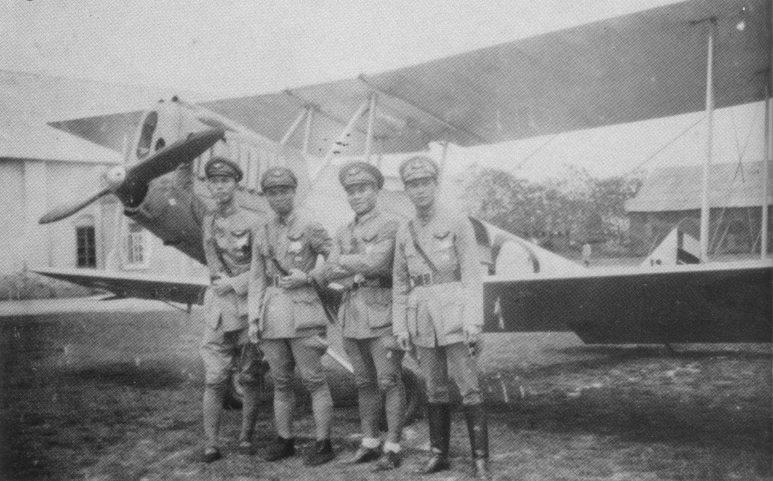
Ausbilder der Luftfahrtschule Nanyuan vor einer Avro 504

Im Herbst 1911 wurde die Qing-Dynastie durch die Xinhai-Revolution gestürzt. Auch die Beiyang-Regierung unter Yuan Shikai – im Südlichen Hirschgarten war nun die 3. Heeresdivision (陆军第三师) stationiert – erkannte die Bedeutung von Luftstreitkräften. Im März 1913 wurde die alte Halle zu einer großen Reparaturfabrik mit Arbeiterwohnheim erweitert, wo unter der Leitung von Chefingenieur (ab Januar 1920 Fabrikdirektor) Pan Shizhong (潘世忠, 1889–1930), der in Frankreich Flugzeugbau studiert hatte, in Frankreich gekaufte und auf dem Flughafen Nanyuan stationierte Flugzeuge montiert und gewartet wurden: ein Sommer-1910-Doppeldecker mit 40 PS, der auf den Namen „Nanyuan“ getauft wurde, zwölf Caudron Type F mit 50 PS und eine zweisitzige Caudron Type G mit 80 PS.
Außerdem wurde unweit der Flugzeugfabrik die Luftfahrtschule Nanyuan (南苑航空学校) gegründet, die im September 1913 den Unterrichtsbetrieb aufnahm. Ab 1920 wurden dort für Ausbildungszwecke britische Doppeldecker vom Typ Avro 504 und Vickers VIM verwendet.
In der Flugzeugfabrik wurden nicht nur Wartungsarbeiten durchgeführt. Ab Oktober 1913 wurde dort unter der Leitung von Pan Shizhong nach intensivem Studium der Konstruktionsprinzipien von Caudron und Farman ein eigener chinesischer Doppeldecker mit Druckschraube gebaut, den man mit einem in der Rüstungsfabrik Hanyang (汉阳兵工厂) nachgebauten 80-PS-Motor der französischen Firma Gnome und einem ebendort hergestellten Maschinengewehr ausrüstete. Dies war das erste Kampfflugzeug Chinas, das nach seiner Fertigstellung 1914 auch bei der Truppe eingesetzt wurde.
1915 konstruierte Pan Shizhong dann auch für den Abwurf von Flugzeugen aus geeignete Bomben, die am 7. Juli 1917 im Rahmen der Niederschlagung eines monarchistischen Putschversuchs zur Bombardierung der Verbotenen Stadt mit der Caudron Type G aus 300 m Höhe verwendet wurden.
Am 29. Dezember 1928 wurde die Beiyang-Regierung von der Kuomintang gestürzt und die Luftfahrtschule geschlossen.
Im Südlichen Hirschgarten wurde nun das 29. Korps der Nationalrevolutionären Armee (国民革命军第二十九军) stationiert. Nach der Schlacht um Peking-Tianjin, bei der am 28. Juli 1937 zwei hochrangige Offiziere ums Leben kamen, marschierten japanische Truppen in Peking ein und übernahmen den Flughafen. Die Kaiserlich Japanischen Heeresluftstreitkräfte bauten den Flughafen aus und installierten vor allem einen modernen Flugverkehrskontrollturm. 1945 wurde die Einrichtung dann von der Kuomintang übernommen. Nach der kampflosen Einnahme Pekings durch die Rote Armee am 31. Januar 1949 wurde dort am 15. August 1949 die erste Fliegerstaffel (飞行中队) der späteren Volksbefreiungsarmee mit sechs von den Kuomintang-Truppen übernommenen Jagdflugzeugen vom Typ North American P-51, jeweils einem Bomber vom Typ De Havilland DH.98 Mosquito und North American B-25 sowie zwei Schulflugzeugen vom Typ Fairchild PT-19 aufgestellt.
Die Fabrik, wo die Flugzeuge gewartet wurden, war zunächst in „Luftfahrt-Reparaturfabrik Nanyuan“ (南苑航空修理工厂) umbenannt worden, nach der Einrichtung eines Büros für Luftfahrt bei der Revolutionären Militärkommission des Chinesischen Volkes (中国人民革命军事委员会航空局) am 30. März 1949 dann in „11. Luftfahrt-Reparaturfabrik“ (航空第十一修理工厂). Als am 7. August 1952 das „Zweite Ministerium für Maschinenbauindustrie“ (第二机械工业部) gegründet wurde, das damals für Infanteriewaffen, Panzer und Flugzeuge zuständig war, wurde die Fabrik diesem Ministerium unterstellt. Gemäß der damaligen Nomenklatur wurde der Name daher in „Fabrik 211“ (二一一厂) geändert, also „2. Ministerium, 11. Fabrik“. Nun wurden dort die Mikojan-Gurewitsch MiG-15 der Luftstreitkräfte der Volksrepublik China gewartet, ab November 1957 der zweisitzige Strahltrainer MiG-15UTI in Lizenz gebaut.
Am 8. Oktober 1956 war das „5. Forschungsinstitut des Verteidigungsministeriums“ gegründet worden, das sich unter der Leitung von Qian Xuesen mit der Entwicklung von Raketen und Kernwaffen befasste. Nach der Unterzeichnung des „Übereinkommens zwischen der Chinesischen Regierung und der Regierung der Sowjetunion über die Herstellung neuartiger Waffen und militärischer Ausrüstung sowie den Aufbau einer umfassenden Atomindustrie in China“ am 15. Oktober 1957 wurden am 16. November 1957 unterhalb der Ebene des 5. Forschungsinstituts zwei Zweiginstitute eingerichtet, wobei sich das 1. Zweiginstitut, angesiedelt auf der Südseite der Fabrik 211, mit Raketen befassen sollte, das 2. Zweiginstitut mit Elektronik. Bis dahin hatte man in China nur theoretische Raketenforschung betrieben. Am 24. September 1957 wurden von der Sowjetunion jedoch zwei Kurzstreckenraketen vom Typ R-2 nach Peking gebracht, die als Nachbaumuster für die erste chinesische Rakete dienen sollten. Im Juni 1958 wurde die Fabrik 211 aus der Zuständigkeit des Zweiten Ministeriums für Maschinenbauindustrie herausgelöst (das sich seit dem 11. Februar jenes Jahres mit Uran-Anreicherung etc. befasste) und – unter Beibehaltung der alten Nummer – dem 1. Zweiginstitut des 5. Forschungsinstituts unterstellt. Nun fand dort die Entwicklung und Endmontage der später als Dongfeng 1 bekannten Rakete statt, die am 5. November 1960 ihren Erstflug absolvierte.
Im weiteren Verlauf fanden zahlreiche Umstrukturierungen statt, wobei die Einrichtungen jedoch immer am gleichen Ort blieben – Nanyuanstraße Ecke Dahongmenstraße – und sich nur die Namen änderten. Am 4. Januar 1965 wurde das 1. Zweiginstitut zur  „1. Akademie des Siebten Ministeriums für Maschinenbau“ hochgestuft und im Februar 1989 in „Chinesische Akademie für Trägerraketentechnologie“ umbenannt. Bereits am 7. März 1983 war die Fabrik 211 im Rahmen der Reform- und Öffnungspolitik als Gesellschaft mit beschränkter Haftung im Staatsbesitz ausgegliedert und in „Hauptstädtische Raumflugkörper GmbH“ umbenannt worden.
Heute werden dort neben der Interkontinentalrakete Dongfeng 5 vor allem die mittelschweren Trägerraketen der Reihe Langer Marsch hergestellt. Wegen der in der Fabrik vorhandenen Spezialmaschinen erledigt die Hauptstädtische Raumflugkörper GmbH auch Auftragsarbeiten für andere Akademien der Muttergesellschaft China Aerospace Science and Technology Corporation.